# پیوتر ویتکوفسکی
پیوتر ویتکوفسکی (لهستانی: Piotr Witkowski؛ زادهٔ ۱۲ دسامبر ۱۹۸۸) بازیگر اهل لهستان است. وی دانش‌آموختهٔ مدرسه ملی فیلم ووچ است.
از فیلم‌ها یا مجموعه‌های تلویزیونی که وی در آن‌ها نقش داشته است، می‌توان به دست‌به‌کار شو، برادر، نشانه، مبتدیان تمام‌عیار، ملکه، کلانگور، اسکادران ۳۰۳، روایتی واقعی، در خیابان سپولنی، رنگ‌های خوشبختی، ورشو ۴۴، دوران افتخار، خانه کشیش و والسا: مرد امید اشاره نمود.